# 布龍齊河
布龍齊河（烏克蘭語：Бронці），是烏克蘭的河流，位於該國西部，屬於特魯德尼齊亞河的右支流，流經利沃夫州，河道全長21公里，流域面積46.4平方公里。